# Вэй-Цзэ (правитель Бохая)
Вэй-Цзэ (кор. Вихэ) — 14-й император государства Бохай, правивший в 893—906 годах.